# Condado de Copiah
El condado de Copiah (en inglés: Copiah County), fundado en 1823, es un condado del estado estadounidense de Misisipi. En el año 2000 tenía una población de 28.757 habitantes con una densidad poblacional de 14 personas por km². La sede del condado es Hazlehurst.

## Geografía
Según la Oficina del Censo, el condado tiene un área total de 2019 km² (779,5 mi²), de la cual 2012 km² (776,8 mi²) es tierra y 7 km² (2,7 mi²) es agua.

## Demografía
En el 2000 la renta per cápita promedia del condado era de $ 26,358 y el ingreso promedio para una familia era de $31,079. El ingreso per cápita para el condado era de $12,408. En 2000 los hombres tenían un ingreso per cápita de $28,763 frente a $20,104 para las mujeres. Alrededor del 25.10% de la población estaba bajo el umbral de pobreza nacional.

## Condados adyacentes
- Condado de Hinds (norte)
- Condado de Simpson (este)
- Condado de Lawrence (sureste)
- Condado de Lincoln (sur)
- Condado de Jefferson (suroeste)
- Condado de Claiborne (oeste)

## Localidades
Ciudades
- Crystal Springs
- Hazlehurst

Pueblos
- Georgetown
- Wesson
- Beauregard

Áreas no incorporadas
- Carpenter
- Dentville
- Gallman
- Hopewell
- Martinsville
- Egypt Hill
- Jack

## Principales carreteras
- Interestatal 55
- U.S. Highway 51
- Carretera 18
- Carretera 27
- Carretera 28